# Championnats d'Europe de char à voile 1987
Navigation
1986 1988
Les 25e championnats d'Europe de char à voile 1987, organisés par le pays hôte sous l'égide de la fédération internationale du char à voile, se sont déroulés à Lytham St Annes en Angleterre. C'est aussi le 4e championnat d'Europe de char à voile,.

## Podium
| Épreuve  | Or                     | Argent           | Bronze      |
| -------- | ---------------------- | ---------------- | ----------- |
| Classe 2 | Henri Demuysere        | Pascal Demuysere | Jan Monzer  |
| Classe 3 | Bertrand Lambert       | Jan Vercammen    | Hervé Jamin |
| Classe 5 | Jean-Philippe Krischer | Gilles Rault     | Michel Jacq |

## Tableau des médailles par nation
| Rang | Nation   | Or | Argent | Bronze | Total |
| ---- | -------- | -- | ------ | ------ | ----- |
| 1    | France   | 2  | 1      | 2      | 5     |
| 2    | Belgique | 1  | 2      | 1      | 4     |